# Ventura (Kalifornie)
Ventura je město v okresu Ventura County ve státě Kalifornie ve Spojených státech amerických. Po městech Oxnard, Simi Valley a Thousand Oaks jde o čtvrté největší město ve Ventura County, zároveň jde o 62, největší město v Kalifornii. Ačkoliv je Ventura až čtvrtým největším městem v okresu, je zároveň okresním správním městem. Ventura se nachází na pobřeží tichého oceánu, severozápadně od Los Angeles. 
K roku 2020 zde žilo 110 763 obyvatel. S celkovou rozlohou 84 km² byla hustota zalidnění 1 300 obyvatel na km². Město je významnou turistickou destinací nejen díky plážím, které se nacházejí na jeho pobřeží, ale i díky řadě kulturních památek, které se ve Ventuře nacházejí. V minulosti byla oblast, kde se město nachází, obydlena původními obyvateli, přičemž ti v oblasti sídlili již nejméně před deseti tisíci lety. V roce 1782, když město založili příchozí Španělé, dostalo město název San Buenaventura. Ve 20. letech 20. století zažilo město rozmach poté, co byla v jeho okolí objevena naleziště ropy. Částí města protéká Ventura. Nachází se v oblasti se středozemním podnebím. 